# Ilsenbach (Schlattein)
Der Ilsenbach ist ein linker Nebenfluss der Schlattein im Landkreis Neustadt an der Waldnaab.

## Flussverlauf
Der Ilsenbach entfließt am Westrad des Püchersreuther Kirchdorfs Ilsenbach einem kleinen Teich. 1998 wurde der Ursprung des Ilsenbaches von Max Fischer künstlerisch gestaltet.
Der Ilsenbach fließt durchweg  westwärts, anfangs recht gerade durch das Gemeindegebiet von Püchersreuth und dann in einem flachen Bogen südlich um den Geisbühl herum ungefähr an der Grenze von Püchersreuth zur Gemeinde Störnstein. Nördlich des Störnsteiner Weilers Oberndorf und östlich des Ernstdorfer Holzes mündet der Ilsenbach nach 2,2 km Lauf von links in die dort von Nordosten kommende Schlattein, die anschließend westwärts weiterläuft bis zu ihrer eigenen Mündung weniger als 2 km weiter abwärts.